# Episodi de I Colby (seconda stagione)
La seconda stagione della serie TV I Colby è andata in onda negli USA dal 24 settembre 1986 al 26 marzo 1987. In Italia è stata trasmessa da Canale 5 tra il 22 marzo e il 20 dicembre 1988.
| nº | Titolo originale             | Titolo italiano                       | Prima TV USA      | Prima TV Italia                   |
| -- | ---------------------------- | ------------------------------------- | ----------------- | --------------------------------- |
| 24 | The Gathering Storm          | Ombre minacciose                      | 24 settembre 1986 | 22 marzo 1988                     |
| 25 | No Exit                      | Una scelta difficile                  | 25 settembre 1986 | 29 marzo 1988                     |
| 26 | Jason's Choice               | Una scelta difficile                  | 2 ottobre 1986    | 29 marzo 1988                     |
| 27 | The Matchmaker               | Preparativi di nozze                  | 16 ottobre 1986   | 5 aprile 1988                     |
| 28 | Something Old, Something New | Un volto dal passato                  | 23 ottobre 1986   | 12 aprile 1988                    |
| 29 | The Gala                     | Gran galà                             | 30 ottobre 1986   | 19 aprile 1988                    |
| 30 | Bloodlines                   | Legami di sangue                      | 6 novembre 1986   | 26 aprile 1988                    |
| 31 | Deceptions                   | Inganni                               | 13 novembre 1986  | 3 maggio 1988                     |
| 32 | And Baby Makes Four          | Patto a tre                           | 27 novembre 1986  | 17 maggio 1988                    |
| 33 | Bid For Freedom              | Fuga per la libertà                   | 4 dicembre 1986   | 24 maggio 1988                    |
| 34 | Sanctuary                    | Richiesta d'asilo                     | 11 dicembre 1986  | 31 maggio 1988                    |
| 35 | Reaching Out                 | Un nipote per Jason                   | 18 dicembre 1986  | 7 giugno 1988                     |
| 36 | Power Play                   | Gioco d'azzardo                       | 1º gennaio 1987   | 14 giugno 1988                    |
| 37 | The Legacy                   | L'eredità                             | 8 gennaio 1987    | 21 giugno 1988                    |
| 38 | The Home-Wrecker             | Pericolo mortale                      | 15 gennaio 1987   | 4 ottobre 1988                    |
| 39 | The Manhunt                  | Caccia all'uomo                       | 22 gennaio 1987   | 11 ottobre 1988                   |
| 40 | All Fall Down                | Vite in gioco                         | 29 gennaio 1987   | 18 ottobre 1988                   |
| 41 | Guilty Party                 | Ore d'angoscia                        | 5 febbraio 1987   | 25 ottobre 1988                   |
| 42 | Fallon's Baby                | La bambina di Fallon                  | 12 febbraio 1987  | 29 novembre 1988                  |
| 43 | Answered Prayers             | Un desiderio esaudito                 | 26 febbraio 1987  | 6 dicembre 1988                   |
| 44 | Return Engagement            | Colpo di scena Viaggio verso l'ignoto | 5 marzo 1987      | 13 dicembre 1988 20 dicembre 1988 |
| 45 | Devil's Advocate             | Colpo di scena Viaggio verso l'ignoto | 12 marzo 1987     | 13 dicembre 1988 20 dicembre 1988 |
| 46 | Betrayals                    | Colpo di scena Viaggio verso l'ignoto | 19 marzo 1987     | 13 dicembre 1988 20 dicembre 1988 |
| 47 | Dead End                     | Colpo di scena Viaggio verso l'ignoto | 25 marzo 1987     | 13 dicembre 1988 20 dicembre 1988 |
| 48 | Crossroads                   | Colpo di scena Viaggio verso l'ignoto | 26 marzo 1987     | 13 dicembre 1988 20 dicembre 1988 |